# Concord and Claremont Railroad
Die Concord and Claremont Railroad (C&C) ist eine ehemalige Eisenbahngesellschaft in New Hampshire (Vereinigte Staaten). Sie wurde am 24. Juni 1848 gegründet und beabsichtigte, eine normalspurige Eisenbahnstrecke von Concord, der Hauptstadt des Bundesstaats, nach Claremont am Connecticut River zu bauen. Am 19. November 1848 begannen die Bauarbeiten und 1850 wurde der vorläufige Endpunkt Bradford erreicht. Die Strecke hatte eine Gesamtlänge von 44 Kilometern. Für den Weiterbau standen keine Mittel zur Verfügung. Am 14. Juli 1855 wurde die Sugar River Railroad gegründet, um den Rest der Strecke zu bauen, jedoch ebenfalls ohne finanzielle Deckung. Erst 1872 ging der fehlende Abschnitt bis Claremont in Betrieb.
Mit Wirkung vom 1. Mai 1853 fusionierte die unterdessen C&C mit der New Hampshire Central Railroad zur Merrimac and Connecticut Rivers Railroad. Diese Gesellschaft wurde wiederum durch die Northern Railroad of New Hampshire gepachtet, die auch den Betrieb führte. Die Fusion wurde jedoch schon 1859 wieder gelöst und die neugegründete Manchester and North Weare Railroad erwarb die frühere New Hampshire Central. Am 31. Oktober 1873 fusionierte die restliche Merrimac&Connecticut Rivers mit der Sugar River Railroad und der Contoocook River Railroad zu einer neuen Concord and Claremont Railroad, die nunmehr die gesamte Strecke zwischen Concord und Claremont sowie die Zweigstrecke von Contoocook nach Hillsborough betrieb. Die Gesellschaft befand sich weiterhin unter der Kontrolle der Northern Railroad, die auch die Innenausstattung der Fahrzeuge übernommen hatte.
Am 1. Juni 1884 leaste die Boston and Lowell Railroad die Concord&Claremont für 99 Jahre. Dieser Vertrag ging am 1. Januar 1890 auf die Boston and Maine Railroad über, die 1887 die Boston&Lowell geleast hatte. 1945 wurde die Bahn zusammen mit der ehemaligen Peterborough and Hillsborough Railroad als Saratoga and Schuylerville Railroad ausgegliedert und 1954 an die Claremont and Concord Railway verkauft. 
Heute bestehen von den Strecken der ehemaligen C&C nur noch kurze Abschnitte in den Stadtgebieten von Claremont und Concord, die als Industrieanschlüsse dienen. Der Abschnitt in Concord wird von den Pan Am Railways benutzt, der Abschnitt in Claremont ist in Besitz der Claremont Concord Railroad. Letztere wurde 2015 durch Genesee and Wyoming erworben und deren New England Central Railroad (NECR) angegliedert.